# كلاوس تومسن
كلاوس تومسن (بالدنماركية: Klaus Thomsen)‏ مواليد 26 أبريل 1986، هو لاعب كرة يد دانمركي يلعب كظهير أيسر. مثل منتخب الدنمارك لكرة اليد. حقق المركز الثاني في بطولة أوروبا لكرة اليد للرجال 2014.

## الإنجازات
- الدوري الدنماركي لكرة اليد:
  -  ذهبية: 2015–16

## روابط خارجية
- كلاوس تومسن على موقع الاتحاد الأوروبي لكرة اليد (الإنجليزية)